# 9,10-Bis(phenylethinyl)anthracen
9,10-Bis(phenylethinyl)anthracen ist ein lichtempfindlicher polycyclischer aromatischer Kohlenwasserstoff, welcher in Leuchtstäben als Leuchtstoff eingesetzt wird. Infolge der Chemolumineszenz emittiert er grünes Licht. Weiterhin ist 9,10-Bis(phenylethinyl)anthracen ein organischer Halbleiter und dient als Ausgangsmaterial für die Herstellung von organischen Leuchtdioden (OLED).

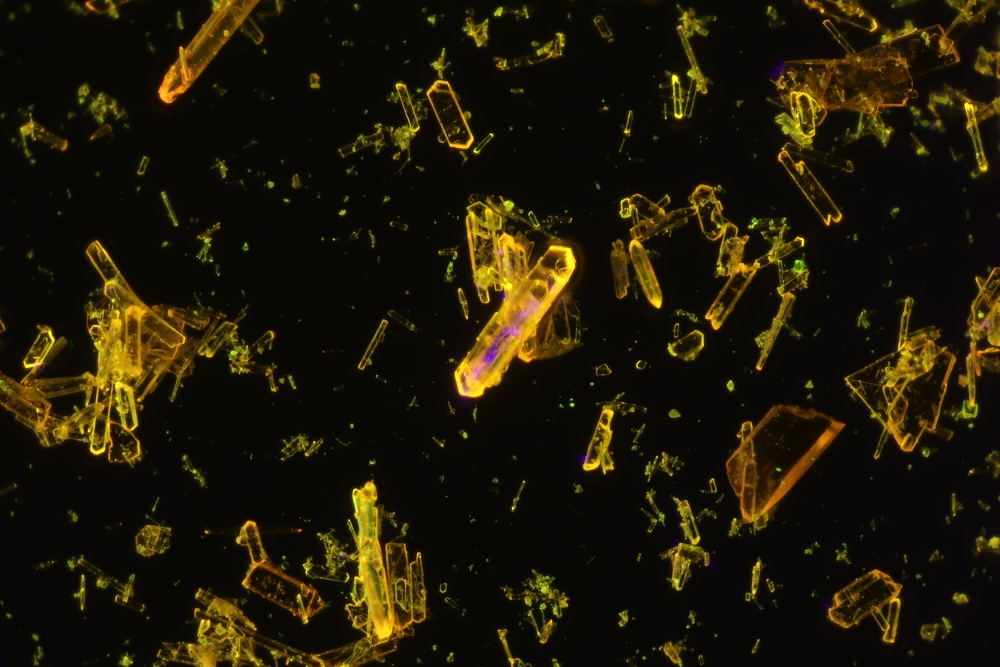
Kristalle im Schwarzlicht

Die emittierte Wellenlänge, d. h. die Farbe infolge der Chemolumineszenz, kann unter anderem durch Chlorierung des Anthracenkomplexes verändert werden. Chlorierte und aus 9,10-Bis(phenylethinyl)anthracen abgeleitete Leuchtstoffe sind:
- 1-Chlor-9,10-bis(phenylethinyl)anthracen (CAS-Nummer 41105-35-5) emittiert gelb-grünes Licht, wird in Leuchtstäben mit hoher Intensität für die Betriebsdauer bis zu 30 Minuten eingesetzt.
- 2-Chlor-9,10-bis(phenylethinyl)anthracen (CAS-Nummer 41105-36-6) emittiert grünes Licht, wird in Leuchtstäben niedriger Intensität für längere Einsatzdauern bis zu 12 Stunden verwendet.